# Upplands runinskrifter 232
Upplands runinskrifer 232 är en vikingatida runsten av granit i Gällsta, Vallentuna socken och Vallentuna kommun. Runstenen är 1,3 meter hög, 1,3 meter bred och 0,4 meter tjock. Runhöjden är cirka 7 centimeter.

## Placering
Runstenen står på sin ursprungliga plats på vägen mellan Gällsta och Grana. Två andra runstenar står i närheten (U 229 och U 231).

## Inskriften
Translitterering av runraden:
tosti ÷ uk ' sihus ' uk ' sihmar ' litu ' raisa ' sta-- · iftiʀ ÷ tuba ÷ faþur · sin
Normalisering till runsvenska:
Tosti ok Sigfuss ok Sigmarr letu ræisa stæ[in] æftiʀ Tobba/Tubba, faður sinn.
Översättning till nusvenska:
Toste och Sigus och Sigmar läto resa stenen efter Tobbe, sin fader.

## Gällsta-släkten
Från informationen på de tre stenarna i Gällsta (U 229, U 231 och U 232) och på U 210 kan man bygga ett släktträd som spänner över fem generationer:

Torbjörn var far till Udde. Udde hade i sin tur två söner, Halvdan och Tobbe. Tobbe hade tre söner, Toste, Sigus och Sigmar. Halvdan hade tre söner, Östen, Ulv, Olov och dottern Hedenvi. Hedenvi, som var gift med Holmgöt, hade två söner vid namn Finnvid och Holmger.